# Várj, míg felkel majd a nap – Best of V’Moto-Rock
A Várj, míg felkel majd a nap – Best of V’Moto-Rock a V’Moto-Rock együttes 1991-ben megjelent válogatásalbuma, amelyet a Favorit adott ki.

## Az album dalai
- 1. Gépnek születtem 4:04
- 2. El kell, hogy engedj 4:15
- 3. Blues 4:31
- 4. Gyere és szeress! 3:27
- 5. Angyallány 4:07
- 6. Jégszív 4:52
- 7. Gyertyák 3:52
- 8. Új év 3:30
- 9. 1001. éjszaka 5:05
- 10. Fekszem az ágyon 3:26
- 11. Otthon vagyunk 4:58
- 12. Moziklip 4:45
- 13. Törd be a szívem 4:06
- 14. Miért? 4:23
- 15. Tűzvarázsló 5:14
- 16. Várj, míg felkel majd a Nap 4:53